# Lista de finais para cadeirantes juvenis do US Open
Esta é a lista de finais para cadeirantes juvenis do US Open em simples masculino e feminino, e duplas, também em masculinas e femininas.

## Por ano

### Simples

#### Masculinas
| Ano  | Campeão        | Vice-campeão     | Resultado |
| ---- | -------------- | ---------------- | --------- |
| 2024 | Charlie Cooper | Ivar van Rijt    | 7–62, 6–3 |
| 2023 | Dahnon Ward    | Francesco Felici | 6–4, 6–3  |
| 2022 | Ben Bartram    | Dahnon Ward      | 6–4, 6–1  |

#### Femininas
| Ano  | Campeã             | Vice-campeã     | Resultado      |
| ---- | ------------------ | --------------- | -------------- |
| 2024 | Yuma Takamuro      | Vitória Miranda | 2–6, 6–4, 6–4  |
| 2023 | Ksénia Chasteau    | Maylee Phelps   | 6–3, 6–1       |
| 2022 | Jade Moreira Lanai | Yuma Takamuro   | 7–5, 2–6, 7–65 |

### Duplas

#### Masculinas
| Ano  | Campeões                      | Vice-campeões                | Resultado |
| ---- | ----------------------------- | ---------------------------- | --------- |
| 2024 | Ivar van Rijt Benjamin Wenzel | Charlie Cooper Tomas Majetic | 6–2, 6–1  |
| 2023 | Joshua Johns Dahnon Ward      | Charlie Cooper Tomas Majetic | 6–0, 6–3  |
| 2022 | Ben Bartram Dahnon Ward       | Saalim Naser Ivar Van Rijt   | 6–4, 6–3  |

#### Femininas
| Ano  | Campeãs                          | Vice-campeãs                    | Resultado |
| ---- | -------------------------------- | ------------------------------- | --------- |
| 2024 | Rio Okano Yuma Takamuro          | Luna Gryp Vitória Miranda       | 6–3, 6–2  |
| 2023 | Ksénia Chasteau Maylee Phelps    | Sabina Czauz Yuma Takamuro      | 7–5, 6–0  |
| 2022 | Jade Moreira Lanai Maylee Phelps | Ruby Bishop Lily Lautenschlager | 6–0, 6–0  |